# Basic Element
Die Basic Element Ltd. (oft verkürzt Basel genannt; russisch Ба́зовый элеме́нт) ist ein weltweit tätiger russischer Mischkonzern. Er ist zu 100 % im Besitz des russischen Oligarchen Oleg Deripaska und ist dessen Investmentgesellschaft und Vermögensholding seiner Unternehmensbeteiligungen. Sitz des Unternehmens ist die britische Steueroase Jersey, das Gebäude der Unternehmenszentrale ist in Moskau. Basic Element wurde 1997 gegründet.

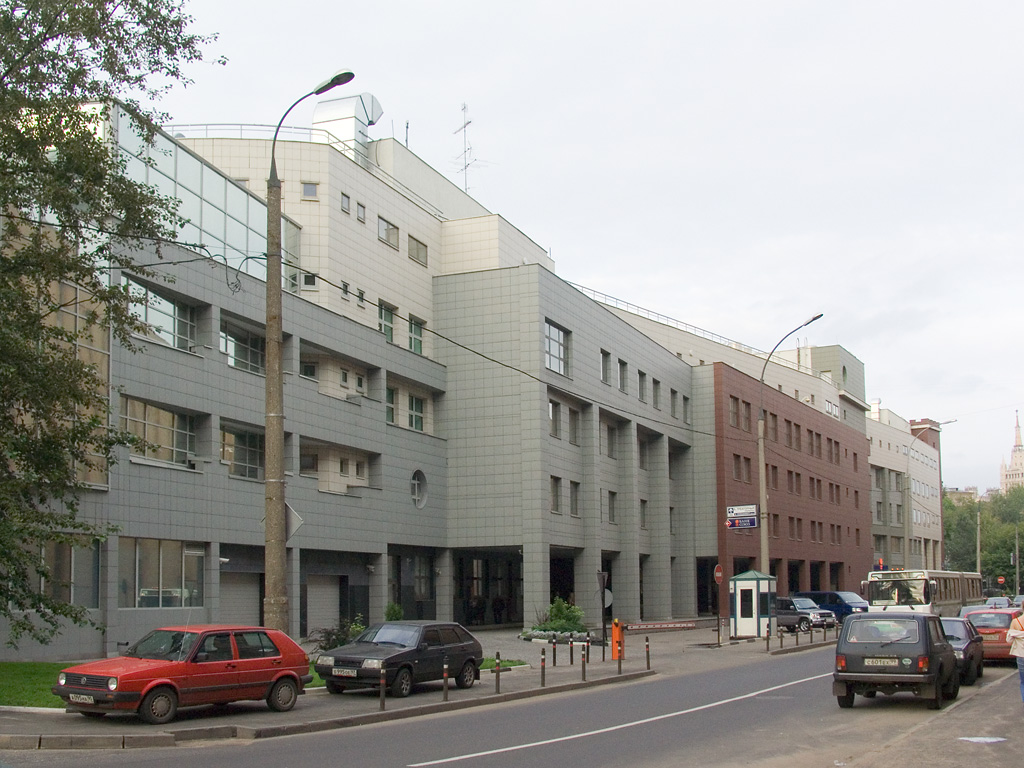
Gebäude der Konzernzentrale in Moskau

## Geschäftsfelder und Kennzahlen
Die Unternehmen, die zu Basic Elements gehören, sind in sechs Hauptgeschäftsfeldern tätig: Energie, Produktion, Rohstoffe, Finanzdienstleistungen, Bau und Luftfahrt. Darunter befinden sich neben russischen Unternehmen auch viele in anderen Ländern. Der konsolidierte Umsatz der Beteiligungen belief sich 2006 auf zusammen rund 18 Milliarden US-Dollar. In diesen Unternehmen waren zusammen rund 600.000 Mitarbeiter beschäftigt.

### Energiesektor
Der Energiesektor ist in der En+ Group zusammengefasst.
Sie umfasst Produktion und Verkauf von Aluminium, Bauxit, Erdöl und den Bereich Stromerzeugung. Die bedeutendste Beteiligung sind die UC RUSAL-Aluminiumwerke.
UC RUSAL
Die UC RUSAL ist der weltgrößte Hersteller von Aluminium (4,2 Mio. Tonnen 2007). Es werden über hunderttausend Menschen beschäftigt. Basic Element hält einen Anteil von 56,76 Prozent an UC RUSAL.
Central European Aluminum Company (CEAC)
Die CEAC betreibt die Aluminiumhütte Kombinat Aluminium Podgorica bei Podgorica in Montenegro und die Bauxit-Mine Bauxit-Mine Niksic bei Nikšić in Montenegro. Beide Gesellschaften erwirtschaften ca. 15 Prozent des Bruttosozialproduktes von Montenegro und beschäftigen über 4000 Menschen.
EuroSibEnergo
Die EuroSibEnergo ist der wichtigste russische Energieproduzent. Die Gesellschaft wurde im Juli 2001 gegründet und ist an folgenden Firmen beteiligt:
- OJSC «Krasnojarskaya HPP»
- OJSC «Irkutskenergo»
- Group of Volgaenergo companies[6]
- CJSC MAREM+[7] – Stromhandelsgesellschaft
- LLC EuroSibEnergo-engineering[8]
- Vostsibugol Company Ltd

Es werden über 75 TWh elektrischer Strom und über 30.000 Gcal Wärme für über 5 Millionen Menschen erzeugt.
United Oil Company
Die United Oil Company wurde 2005 gegründet. Sie umfasst Förderung, Extraktion und Raffinierung von Erdöl. Sie umfasst folgende Firmen:
- Afipsky Oil Refinery
- JSC Kuban Oil Resources
- OJSC Samara Invest Oil
- Vai-Garant
- Yug-Neft Group

Dmitrov Pilot Plant for Aluminum Canning Tape (DOZAKL)
Die DOZAKL Gruppe wurde 1976 gegründet. Sie erstellt Aluminium Produkte (Aluminiumdosen etc.) in über 20 Ländern und hat über 2.000 Beschäftigte.

### Rohstoffsektor
Der Rohstoffsektor umfasst Beteiligungen der Holz- und Papierindustrie und der Minengesellschaften. Der Umsatz 2007 betrug ca. 630 Millionen Dollar.
Continental Management
Continental Management hält Beteiligungen an der Holz- und Papierindustrie. Es werden ca. 450.000 Tonnen jährlich an Papier und Pappe von ca. 14.160 Beschäftigten produziert. Der Umsatz beträgt 12 Milliarden Dollar jährlich.
Strikeforce Mining and Resources Ltd. (SMR)
Die SMR ist in der Exploration, Förderung, Anreicherung etc. von Metallen, insbesondere von Molybdän tätig. Es werden ca. 5,5 Prozent des europäischen Molybdän Marktes produziert.

### Produktionssektor
Der Produktionssektor produziert Kraftfahrzeuge, Automobilkomponenten, Flugzeuge, Waffenfahrzeuge und Eisenbahnwaggons. Im Jahre 2007 wurden 226.192 Kleintransporter (LCV) und Lastkraftwagen, 22.344 Busse, 40.034 Personenkraftwagen, 111.399 Motoren, sowie 5.116 Eisenbahnwaggons gebaut. Der Bereich hat über hunderttausend Beschäftigte. Der Umsatz ist von 3.527 (Jahr 2005) auf 4.541 (Jahr 2006) auf 6.175 (Jahr 2007) Millionen Dollar gestiegen.
GAZ-Gruppe
Die GAZ Gruppe wurde im Jahre 2005 aus der Restrukturierung der JSC RusPromAvto gebildet. Sie ist der größte russische Fahrzeugproduzent und hat 18 Fabriken in 10 Regionen und die LDV Holding in Großbritannien.
RM Systems
RM Systems produziert Automobilkomponenten in Nischni Nowgorod im Föderationskreis Wolga.
Aviacor
Aviacor baut, repariert und wartet Flugzeuge Tupolew Tu-154M und Antonow An-140. Aviacor will wohl insbesondere den regionalen Turbopropellerflieger Antonow An-140 bauen.
VPK – Military Manufacturing Company
Die VPK Military Manufacturing Company hat sich auf Panzer und Militärfahrzeuge spezialisiert. Zum Bereich gehören das Maschinenbauwerk Arsamas in Arsamas, Hull Plant in Wyksa (beide in der Oblast Nischni Nowgorod) und Barnaultransmash in Barnaul in der Region Altai.
Es werden vor allem Schützenpanzer der Modelle BTR-80, BTR-90 und BRMD-2M produziert und gewartet.
JSC Russian Corporation of Transport Manufacturing
Die JSC Russian Corporation of Transport Manufacturing ist ein Hersteller von Eisenbahnwagen (z. B. Offener Güterwagen, Gedeckter Güterwagen, Kesselwagen und Tragwagen für ISO-Container usw.). Die neue Gesellschaft hat ihren Sitz in Saransk in der Republik Mordwinien.

### Finanzdienstleistungen
Die Finanzdienstleistungen umfassen Versicherungen, Banken, Leasing und Pensionsfonds. Er umfasst über 8.000 Beschäftigte und hat über 770 Verkaufsstellen. Der Umsatz hat sich von 1.476 Millionen Dollar im Jahre 2006 auf 1.920 Millionen Dollar im Jahre 2007 erhöht.
IJSC Ingosstrakh
Die Ingosstrakh ist einer der größten russischen Versicherungskonzerne. Der im Jahre 1947 gegründete Versicherungskonzern hat über 83 Regionalstellen und ist in 221 Städten vertreten. Er ist auch in fünf GUS-Staaten vertreten.
JSCB Soyuz Bank
Die Soyus Bank wurde im Jahre 1993 gegründet. Sie ist unter den 30 größten Banken in Russland. Sie hat über 55 Filialen in 20 russischen Regionen. Sie hat ein Vermögen 2007 von 91.980 Millionen Rubeln und einen Nettogewinn 2007 von 1.029 Millionen Rubeln.
Element Leasing
Die Element Leasing bietet kleinere und mittlere Leasinggeschäfte, insbesondere auch für Kraftfahrzeuge. Sie ist in über 50 Städten vertreten und gehört zu den drei größten russischen Leasinggesellschaften.
Pensionsfonds
Die Pensionsfonds NPF Socium und NPF Stroycomplex bieten Pensionsfonds für über 120 der größten Firmen in Russland.

### Konstruktionssektor
Der Konstruktionssektor entwickelt Transport-Infrastruktur, Geschäfts- und Wohn-Immobilien. Die wichtigsten Firmen sind Glavstroy, Transstroy und Altius Development. Der Umsatz hat sich von 1.045 Millionen Dollar im Jahre 2006 auf 1.559 Millionen Dollar im Jahre 2007 um 49 Prozent erhöht. Der Konstruktionssektor hat über 30.000 Beschäftigte.
Glavstroy Corporation
Die Glavstroy Corporation entwickelt vor allem Gebäude in Moskau und St. Petersburg. Dazu gehört auch die Wohnungsgesellschaft Glavmosstroy mit zahlreichen Wohnanlagen in Moskau. Sie beschäftigt über 20.000 Menschen.
Transstroy
Die Transstroy ist eine der größten Holdinggesellschaften, die vor allem Transportinfrastruktur (z. B. Straßen, Autobahnen, Brücken und Tunnel) baut.
Transstroy entwickelt den Autobahnring, den Seehafen und den Hochwasserschutz in St. Petersburg. Die Landebahnen an den Flughäfen Pulkovo in Sankt Petersburg und Gelendschik. Es werden einige Straßen und Gebäude für die Olympischen Winterspiele 2014 in Sotschi in der Region Krasnodar errichtet.
Transstroy wird auch das neue Fußballstadion für Zenit Sankt Petersburg errichten.
Altius Development
Altius Development
BEL Development
BEL Development
BASEL Cement
Die BASEL Cement (gegründet 2006) produziert über 1,4 Mio. Tonnen Zement und 0,54 Mio. Tonnen Pflaster.
Russian Hotels
Die Russian Hotels ist für die Entwicklung, Planung, Errichtung und Betrieb von Hotels zuständig. Es wurden bereits 16 große Hotels in Russland und den übrigen GUS-Staaten entwickelt und betrieben. Russian Hotels wird auch einige neue Hotels für die Olympischen Winterspiele 2014 in Sotschi in der Region Krasnodar errichten
Strabag SE – Anteil
Basic Element hält einen 25-Prozent-Anteil an der Strabag SE.

### Luftfahrtsektor
Basic Element hat im Luftfahrtsektor vier Flughäfen und eine regionale Fluggesellschaft vor allem in der Region Krasnodar in Südrussland. Dieser ist aufgrund der Olympischen Winterspiele 2014 in Sotschi, aber auch aufgrund des Tourismus an der Schwarzmeerküste wirtschaftlich besonders interessant.
Die vier Flughäfen in der Region Krasnodar haben im Jahre 2007 ca. 7 % des Passagier- und ca. 4 % des Frachtaufkommens in Russland abgefertigt. Der Luftfahrtsektor hatte 4.750 Beschäftigte und einen Umsatz 2007 von 272 Millionen Dollar.
Basel Aero
Basel Aero wurde im Jahre 2007 als Flughafenbetriebsgesellschaft gegründet. Es werden folgende Flughäfen in Russland betrieben:
Flughafen Sotschi
Der Flughafen Sotschi hat 2 Startbahnen, 11 Flugsteige und eine Fluggastkapazität von max. 800 Passagieren pro Stunde. Er verfügt über 1000 Parkplätze. Im Jahr 2007 wurde ein neues Terminal mit über 60.000 Quadratmetern eröffnet. Im Jahre 2007 wurden 1,59 Millionen Fluggäste abgefertigt. Im Rahmen der Olympischen Winterspiele 2014 soll der Sotschi Airport auf eine Kapazität von 4 Millionen Fluggästen ausgebaut werden.
Flughafen Krasnodar
Der Flughafen Krasnodar hat drei Terminals (Internationale, Nationale Flüge + Fracht). Es können 38 Flugzeuge gleichzeitig abgefertigt werden. Im Jahr 2007 wurden 1,39 Millionen Fluggäste abgefertigt. Er ist Heimatflughafen der Kuban Airlines.
Flughafen Anapa
Der Flughafen Anapa hat eine Kapazität von 400 Fluggästen pro Stunde. Im Jahr 2007 wurden 0,69 Millionen Fluggäste abgefertigt.
Flughafen Gelendschik
Der Flughafen Gelendschik liegt an der Schwarzmeerküste in Gelendschik in der Region Krasnodar. Er hat eine Startbahn von 3.100 × 60 Metern und eine Fläche von 28.000 Quadratmetern.
Kuban Airlines
Kuban Airlines hat 21 Flugzeuge, davon 12 vom Typ Jakowlew Jak-42 und hat seinen Sitz am Flughafen Krasnodar. Kuban Airlines wurde 1993 gegründet und 2006 neu organisiert. Es werden zahlreiche Städte in Russland und einige internationale Ziele angeflogen. 2012 wurde der Betrieb eingestellt.

## Beteiligungen (Auswahl)
- 66 % am weltgrößten Aluminiumproduzenten US RUSAl
- 25 % am österreichischen Baukonzern STRABAG SE. Diese Beteiligung kaufte Deripaska über seinen Baukonzern SIBAL im April 2007 für mehr als eine Milliarde Euro.
- 20 % am kanadischen Autozulieferer Magna International, womit aber 43 % der Stimmrechte verbunden sind. Der Kaufpreis für allein dieses Geschäft belief sich auf 1,14 Mrd. Euro.

Für beide Beteiligungen zusammen erwarb Basic Element Aktien im Wert von umgerechnet mehr als 1,5 Milliarden Euro.
- rund 25 % (Sperrminorität) an Norilsk Nickel, eine Fusion mit US RUSAL ist beabsichtigt

## Auswirkungen der Finanzkrise
Infolge der Finanzkrise musste der Baukonzern Glavstroy Anfang März 2009 vier große Bauprojekte in Sankt Petersburg aufgeben und an die Investmentfirma Nafta Moskau des Oligarchen Suleiman Abusaidowitsch Kerimow verkaufen.
Auch die Automobilholding GAZ Gruppe (Группа ГАЗ) geriet Mitte Februar 2009 in erhebliche finanzielle Schwierigkeiten. Dazu gehört auch Gorkowski Awtomobilny Sawod (GAZ) selbst.

## Persönlichkeiten
Von 2005 bis 2009 war Basel-Generaldirektorin Gulschan Moldaschanowa, die als Deripaskas rechte Hand gilt.